# Ројстон (Џорџија)
Ројстон (Џорџија) (енгл. Royston) град је у америчкој савезној држави Џорџија. По попису становништва из 2010. у њему је живело 2.582 становника.

## Демографија
Према попису становништва из 2010. у граду је живело 2.582 становника, што је 89 (3,6%) становника више него 2000. године.
| Група             | 2000.         | 2010.         |
| Белци             | 1.838 (73,7%) | 1.842 (71,3%) |
| Афроамериканци    | 579 (23,2%)   | 585 (22,7%)   |
| Азијати           | 17 (0,7%)     | 24 (0,9%)     |
| Хиспаноамериканци | 31 (1,2%)     | 82 (3,2%)     |
| Укупно            | 2.493         | 2.582         |